# Christl Cranz
Christl Franziska Antonia Cranz-Borchers (n. 1 iulie 1914, Brussel, Comunitatea Francofonă din Belgia⁠(d), Belgia – d. 28 septembrie 2004, Steibis⁠(d), Oberstaufen, Bavaria, Germania) a fost o schioară germană. Cranz a fost sportiva care a dominat prin anii 1930 la disciplina sportivă, schi alpin. Între anii 1934 și 1939 a devenit de 12 ori campioană mondială. La Jocurile Olimpice de iarnă din 1936 în Garmisch-Partenkirchen a câștigat la proba alpină combinat, aceasta consta pe atunci din coborâre și slalom.